# Isle of the dead
Pour plus de détails, voir Fiche technique et Distribution.
lsle of the dead est un film d'horreur américain réalisé par Nick Lyon, sorti en 2016. Il met en vedettes dans les rôles principaux Joey Lawrence, Maryse Mizanin et D.C. Douglas.

## Synopsis
L'armée américaine a construit un laboratoire de recherche de guerre bactériologique sur une île déserte de l’océan Pacifique Sud, afin d'y mener des expériences top secret loin des yeux indiscrets. Mais une expérience tourne mal, créant une horde de zombies qui anéantissent les scientifiques. Le seul survivant de l’épidémie de zombies est le colonel Adrien Wexler, le chef du laboratoire.
Dix ans plus tard, une équipe des forces spéciales américaines est envoyée sur l’île pour évaluer la situation. La scientifique de l’équipe, Mikaela Usylvich, est la propre fille du colonel Wexler, mais tous l'ignorent. L'équipe a la surprise de retrouver Wexler vivant, 
abrité des zombies dans le laboratoire. Pendant les dix ans qui ont suivi l'accident, il a poursuivi ses recherches. Ce savant fou a l'intention de transformer toute la race humaine en zombies à ses ordres. Il tente d'utiliser les soldats comme cobayes pour ses expériences blasphématoires, mais ils parviennent à s'échapper. Poursuivis par une horde de zombies, ils doivent les combattre pour survivre et arriver au point d'extraction avant l’heure limite fixée par leur hiérarchie. S’ils ne sont pas au rendez-vous, l'armée déclenchera un bombardement qui anéantira toute vie sur l’île,.

## Distribution
- Joey Lawrence : lieutenant Paul Gibson
- Maryse Mizanin : Mikaela Usylvich
- D.C. Douglas : colonel Aiden Wexler
- Todd Cattell : capitaine Chuck Caesar
- Paige Lauren Billiot : Cheryl
- Kyle Butenhoff : Pugh
- Josh Crotty : Kurts
- Rydell Danzie : chef d’équipe Ravenous Alpha
- Jennifer Elizabeth : fille zombie
- Akanimo Eyo : Jerome
- Eric St. John : capitaine Dean Marshall
- Dutch Johnson : Henderson
- Mary Karcz : femme scientifique
- Douglas S. Matthews : soldat
- Eric Sweeney : Thompson
- Sydney Viengluang : Duggan
- Connor Bellina : garde zombie
- Deon Lucas : soldat zombie[1]

## Production
Le tournage a eu lieu sur Terminal Island à Wilmington, Los Angeles, en Californie, aux États-Unis.
Lors d’un entretien avec Vicki Woods de Morbidly Beautiful, le réalisateur Nick Lyon a déclaré : 
« J’ai fait quelques autres films de zombies avec The Asylum, qui ont été géniaux. Ils ont vraiment un excellent système pour finir les films à temps, et ils me laissent en quelque sorte faire ce que je fais sur le plateau, à l’exception d’un conseil amical occasionnel. Mais dans l’ensemble, je dirais que chaque film est différent. J’essaie généralement de créer une nouvelle identité pour chaque film car ils jouent tous dans un monde différent.
Contrairement à Zombie Apocalypse ou Rise of the Zombies, Isle of the Dead se déroule sur une île tropicale, donc le plus grand défi était de créer le monde dans lequel il se situe, ici même à Los Angeles. Nous avons trouvé un grand jardin botanique qui a fait le travail. À bien des égards, c’était plus simple que les autres, qui se déroulent à San Francisco et à Los Angeles. Le plus gros problème avec le tournage post-apocalyptique est de supprimer la civilisation, et avec Isle of the Dead, il n’y avait pas beaucoup de civilisation à enlever. C’était censé être une île et un centre de recherche, donc relier les deux était tout ce qui devait être fait.
(…) Mon moment préféré a été de faire mes valises et de quitter la tristement célèbre Poo Factory, qui est l’installation de traitement des eaux usées sur laquelle nous avons tourné. Elle sent les œufs pourris et le caca, est infestée de moustiques, infestée d’araignées, et le méthane est parfois expulsé d’un tuyau, ce qui fait que la moitié de l’équipage a le cœur qui se soulève et vomit. »
Le film est sorti le 18 août 2016 aux États-Unis, son pays d’origine.

## Réception critique
Isle of the Dead recueille un score d’audience de 14% sur Rotten Tomatoes.